# Drösede
Drösede ist ein Ortsteil der Gemeinde Zehrental im Landkreis Stendal in Sachsen-Anhalt.

## Geographie
Das altmärkische Drösede, ein Haufendorf am Zehrengraben, liegt 11 Kilometer nordöstlich von Arendsee (Altmark) und sechs Kilometer nordwestlich von Groß Garz, wo sich der Sitz der Gemeinde Zehrental befindet.
Die Nachbarorte sind Bömenzien im Norden, Aulosen und Wanzer im Nordosten, Ziegelei und Kahlenberge im Osten, Deutsch im Südosten, Gollensdorf im Süden, Wirl im Südwesten und Nienwalde im Nordwesten.
Der nordöstliche Teil der Gemarkung Bömenzien, deren Teil Drösede ist, gehört zur Aland-Elbe-Niederung. Dieses Schutzgebiet ist ein Teil vom Biosphärenreservat Mittelelbe, einem von insgesamt vier Reservaten des 1997 durch die UNESCO anerkannten Biosphärenreservates Flusslandschaft Elbe.

## Geschichte

### Mittelalter bis 19. Jahrhundert
Die erste urkundliche Erwähnung als Drüsedow stammt vom 11. Juli 1319, als Markgraf Woldemar in Tangermünde dem Kloster Amelungsborn Besitzungen zu Aulosen mit Zubehör übereignete. Weitere Nennungen sind 1405 de Veltmarke to der Drusede, das Dorf war offenbar wüst, 1518 to Drusedow, 1541 Drosede, 1725 Dreßde und 1804 Drösede.
Im Jahr 1839 war das Dorf zur Hälfte abgebrannt. Südlich des Dorfes am Zehrengraben stand noch zu Beginn des 20. Jahrhunderts eine Windmühle, die bereits 1840 existierte.

### Eingemeindungen
Drösede gehörte bis 1807 zum Arendseeischen Kreis, danach bis 1813 zum Kanton Pollitz im Königreich Westphalen, ab 1816 kam es in den Kreis Osterburg, den späteren Landkreis Osterburg in der preußischen Provinz Sachsen.
Am 20. Juli 1950 wurde die bis dahin eigenständige Gemeinde Drösede nach Bömenzien eingemeindet. Zum 1. Januar 1973 wurde der Ortsteil Drösede ein Ortsteil von Gollensdorf (durch die Eingemeindung von Bömenzien in Gollensdorf).
Zum 1. Januar 2010 wurde der Ortsteil Drösede der bis dahin selbständigen Gemeinde Gollensdorf durch einen Gebietsänderungsvertrag ein Ortsteil der neugebildeten Gemeinde Zehrental, einem Mitglied der Verbandsgemeinde Seehausen (Altmark).

### Einwohnerentwicklung
| Jahr | Einwohner |
| ---- | --------- |
| 1734 | 083       |
| 1774 | 059       |
| 1789 | 072       |
| 1798 | 100       |
| 1801 | 084       |
| 1818 | 070       |

| Jahr | Einwohner |
| ---- | --------- |
| 1840 | 124       |
| 1864 | 112       |
| 1871 | 127       |
| 1885 | 119       |
| 1892 | [00]123   |
| 1895 | 124       |

| Jahr | Einwohner |
| ---- | --------- |
| 1900 | [00]122   |
| 1905 | 111       |
| 1910 | [00]107   |
| 1925 | 105       |
| 1939 | 099       |
| 1946 | 114       |

| Jahr | Einwohner |
| ---- | --------- |
| 2014 | [00]36    |
| 2020 | [00]27    |
| 2021 | [00]27    |
| 2022 | [0]24     |
| 2023 | [0]24     |

Quelle, wenn nicht angegeben, bis 1946:

## Religion
Die evangelischen Christen aus Drösede gehören zur Kirchengemeinde Bömenzien, die früher zur Pfarrei Bömenzien bei Groß Wanzer in der Altmark gehörte, und die heute betreut wird  vom Pfarrbereich Beuster im Kirchenkreis Stendal im Bischofssprengel Magdeburg der Evangelischen Kirche in Mitteldeutschland.

## Kultur und Sehenswürdigkeiten
Das Dorf liegt am Radfernweg Altmarkrundkurs, der hier von Gollensdorf kommend durch den Ort weiter nach Bömenzien verläuft.